# Hohenzollern (hrad)
Hrad Hohenzollern (německy Burg Hohenzollern) stojí na 855 m vysokém kopci asi 50 km jižně od německého Stuttgartu a poblíž města Hechingen. Dle tohoto hradu byla nazvána okolní krajina Hohenzollernsko. Je sídlem rodu Hohenzollernů, kteří se dostali k moci ve středověku a vládli Prusku a Braniborsku až do konce první světové války.

## Historie
Původní hrad byl postaven v první polovině 11. století, ale byl zničen po desetiměsíčním obléhání v roce 1423. Druhá, větší a masivnější stavební etapa hradu proběhla v letech 1454–1461. Na konci 18. století ale hrad ztratil svou strategickou důležitost a postupně se začal rozpadat.
Třetí stavební etapa hradu byla v letech 1846–1867. Avšak až do roku 1945 se v tomto hradu neusadil žádný ze členů rodu. Teprve poté se sem přestěhoval pruský korunní princ Vilém Pruský se svou manželkou Cecilií. Oba jsou zde také pohřbeni.
Hrad je v soukromém vlastnictví rodu Hohenzollernů, 3/4 vlastní princ Jiří Bedřich Pruský a 1/4 princ Karel Bedřich Hohenzollern. Kdykoliv princ Jiří s rodinou pobývá na hradě, vlaje na věži pruská vlajka.
V současné době je na hradě historická expozice pruské historie. Mezi nejzajímavější exponáty patří koruna Viléma II. nebo osobní věci Fridricha II. Velikého.

## Ve filmu
- Lék na život (2016, režie: Gore Verbinski)[1]

## Fotogalerie

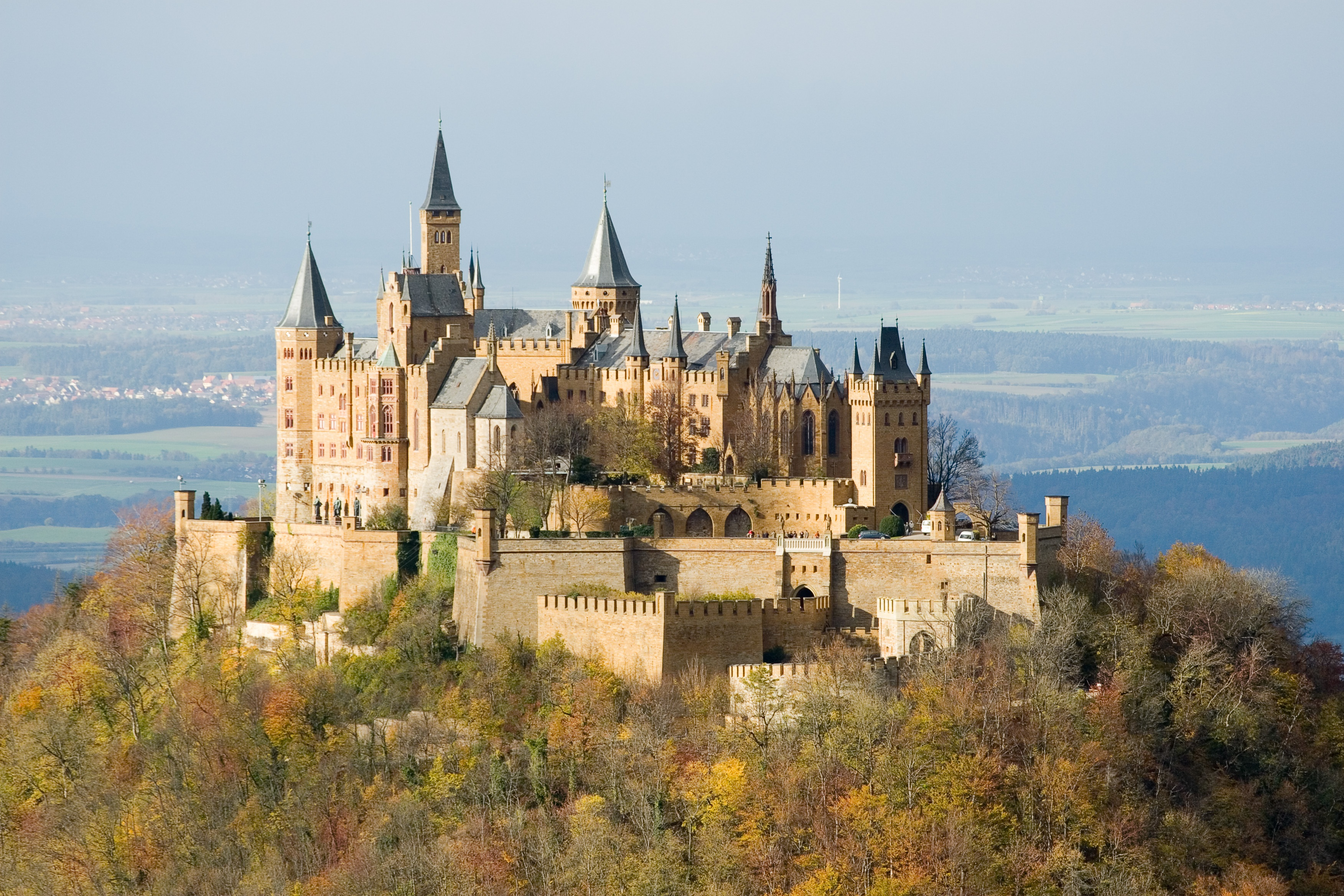
Hrad Hohenzollern
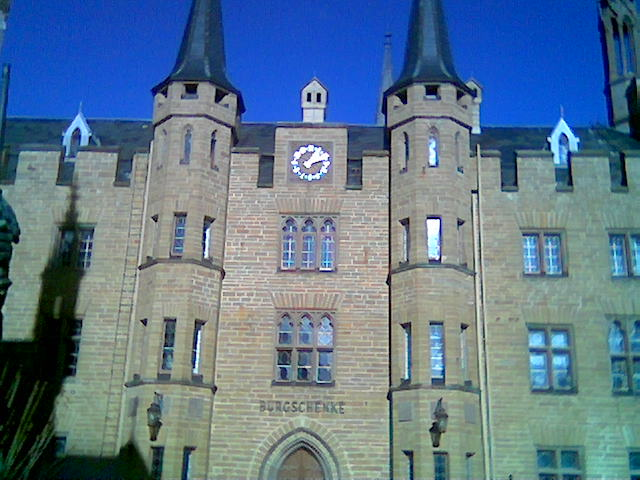
Průčelí hradní restaurace
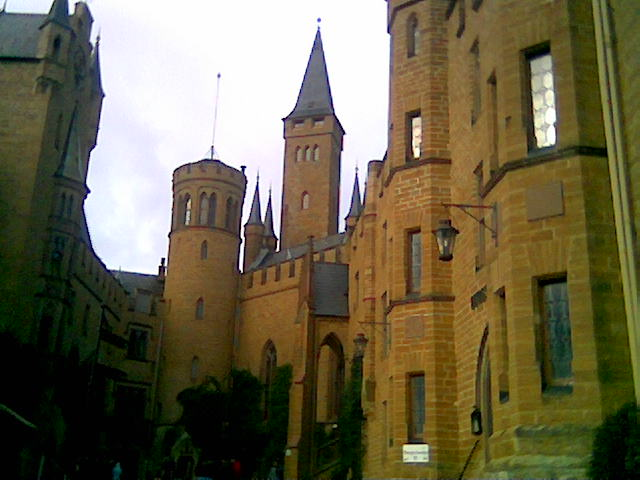
Pohled z nádvoří na věže hradu
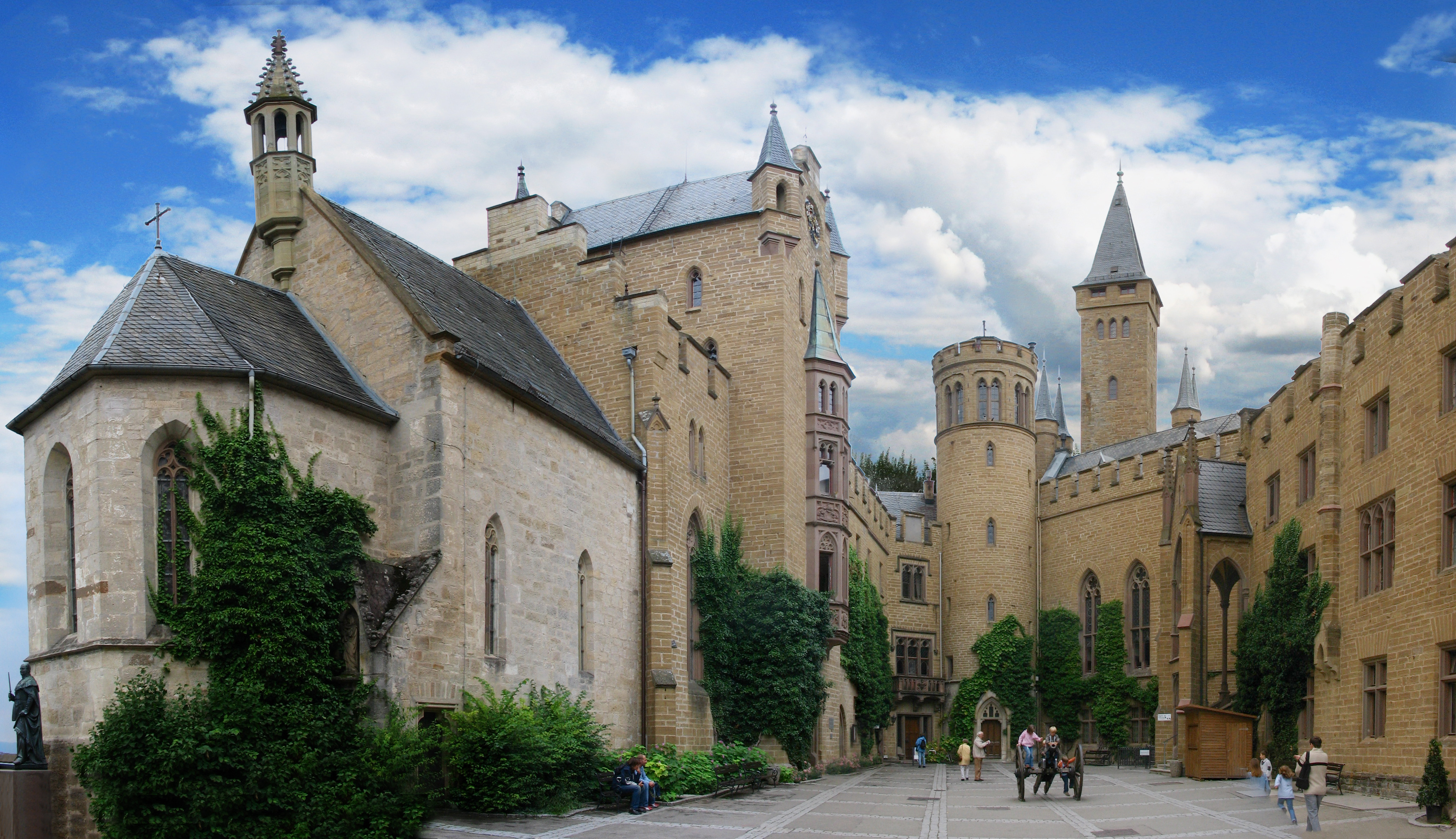
Vnitřní nádvoří hradu
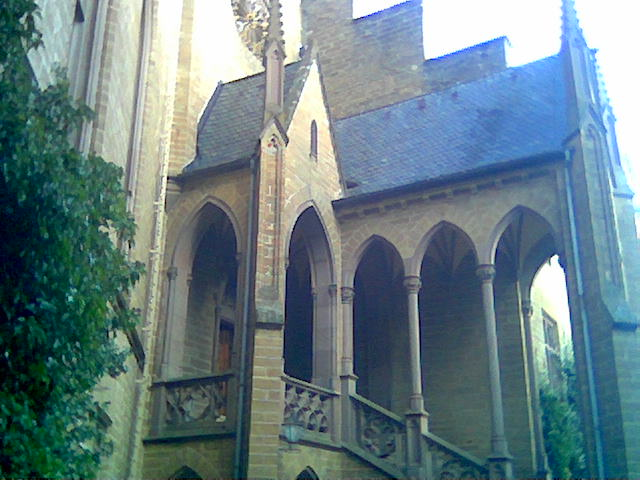
Vstupní schodiště, začátek prohlídky interiéru